# Velika Preska
Velika Preska je naselje v Občini Litija.